# كارلوس جيبسون
كارلوس جيبسون (3 أغسطس 1981 في الأرجنتين - ) (بالإسبانية: Carlos Gibson)‏ هو لاعب كريكت أرجنتيني. شارك مع منتخب الأرجنتين الوطني للكريكت.

## وصلات خارجية
- كارلوس جيبسون على موقع إي آس بي آن كريك إنفو (الإنجليزية)